# Вьюгин, Олег Вячеславович
Оле́г Вячесла́вович Вью́гин (род. 29 июля 1952, Уфа, Уфимская область, Башкирская АССР, РСФСР, СССР) — российский экономист, банкир, член совета директоров Сбербанка, профессор НИУ ВШЭ.

## Биография
Родился 29 июля 1952 года в городе Уфа Башкирской АССР.
Младший брат математика В. В. Вьюгина. Окончил механико-математический факультет Московского государственного университета (МГУ) им. М. В. Ломоносова по специальности «Математика» (1974). Окончил аспирантуру механико математического факультета МГУ по кафедре теории вероятностей (1977). Кандидат физико-математических наук.
- В 1978—1979 — младший научный сотрудник кафедры математики Башкирского государственного университета им. 40-летия Октября.
- В 1979—1980 — ведущий инженер ЦНИИ «Цветметавтоматика».
- В 1980—1989 — старший научный сотрудник, заведующий сектором Всесоюзного научно-исследовательского института по изучению спроса населения на товары народного потребления и конъюнктуры торговли.
- В 1989—1993 — ведущий научный сотрудник, заведующий лабораторией Института народнохозяйственного прогнозирования Российской академии наук.
- В 1993—1996 — начальник Департамента макроэкономической политики Министерства финансов Российской Федерации. С 1994 — также член коллегии Министерства финансов Российской Федерации.
- В 1996—1999 — заместитель министра финансов Российской Федерации.
- В 1999 — первый заместитель министра финансов Российской Федерации. В период работы в Министерстве финансов занимался вопросами макроэкономической и бюджетной политики, а также управления внутренним и внешним долгом Российской Федерации.
- В 1997 входил в состав комиссии Правительства Российской Федерации по экономической реформе. В 1997—2000 участвовал в работе Наблюдательного совета Национальной фондовой ассоциации (НФА).
- В 1999—2002 — исполнительный вице-президент ЗАО «Инвестиционная компания „Тройка-Диалог“».
- В 2002—2004 — первый заместитель председателя Центрального банка Российской Федерации, курировал вопросы денежно-кредитной политики.
- С 23 марта 2004 до 9 мая 2007 — руководитель Федеральной службы по финансовым рынкам.
- С 2007 — Председатель Совета директоров «МДМ-Банка».
- С 2009 — Председатель Совета директоров «МДМ Банка».
- В 2010—2024 — Председатель Совета директоров «НАУФОР»[4].
- С января 2013 года — старший советник Morgan Stanley по России и СНГ[5].
- В 2015 — Лауреат Всероссийской премии финансистов «Репутация» 2015 года в номинации «Лучший независимый директор финансового рынка»[6].
- В 2018—2022 — Председатель Наблюдательного совета Московской биржи[7].

Автор более двадцати научных публикаций по теории вероятностей и макроэкономическому моделированию.
В рейтинге высших руководителей — 2010 газеты «Коммерсантъ» занял II место в номинации «Коммерческие банки».